# R1-es autóút (Szlovákia)
A szlovákiai R1-es gyorsforgalmi út kelet-nyugati irányban épült ki, a Nagyszombat és Besztercebánya közötti része készült el. Az autóút továbbépítését Rózsahegy és Dunahidas felé 2019-ben tervezik elkezdeni. Útdíj fizetése a besztercebányai elkerülő szakasz kivételével mindenhol kötelező.

## Története
Az út építését az 1970-es években kezdték el, két egymástól független útszakasszal, Besztercebánya és Kovácsfalva, illetve Báb és Nagyszombat között, ekkor még normál főútként. Az 1990-es évekre további rövid szakaszok épültek meg, mikor négysávossá kezdték átépíteni. 2000. július 15-én adták át az első 23 km-es szakaszt Nagyszombat és Báb között, majd két szakaszban kezdték el építeni a Garam völgyében az autóutat. 2003-ban elkészült a Garamnémetit és Garamrudnót összekötő 13 km-es szakasz, majd átadták a Zólyombúcs és Kovácsfalva közötti rövid részt is. Ez után további rövid részek épültek ki, melyeknek az összekötése a tervek szerint 2010-ben történt volna meg, ám csúszások miatt végül 2011. január 20-ára készült el a Zsarnóca és Saskőváralja közötti 18 km-es út. 2012-ben befejezték a Besztercebányát elkerülő útszakaszt. A gyorsforgalmi utat mind a két irányban tervezik meghosszabbítani, nyugaton Pozsony felé Dunahidasig, keleten pedig az Alacsony-Tátrán keresztül Rózsahegyig, ahol a D1-es autópályához csatlakozna. Az építkezéseket 2019-ben tervezik elkezdeni, az átadásra 2024-ig kell várni.
| Szakasz                      | Hossz     | Építkezés kezdete  | Átadás            |
| ---------------------------- | --------- | ------------------ | ----------------- |
| Dunahidas – Szered           | 41 km     | 2019 (tervezett)   | 2023 (tervezett)  |
| Nagyszombat – Szered         | 13,1 km   | 1983               | 2000. július 15.  |
| Szered – Báb                 | 10,100 km | 1983               | 2000. július 15.  |
| Báb – Nyitra                 | 18,600 km | 197?               | 1980              |
| Nyitra – Selenec             | 12,589 km | 2009. április      | 2011. október 28. |
| Selenec – Bélád              | 18,967 km | 2009. április      | 2011. október 28. |
| Bélád – Garamnémeti          | 14,310 km | 2009. április      | 2011. október 28. |
| Garamnémeti – Garamrudnó     | 13,300 km | 1997. december 10. | 2003. október 28. |
| Garamrudnó – Zsarnóca        | 5,485 km  | 2004. július 7.    | 2006. október 25. |
| Zsarnóca, csomópont          | 5,500 km  | 1997. december 10. | 2006. október 25. |
| Zsarnóca – Saskőváralja      | 18,047 km | 2008. március      | 2011. január      |
| Saskőváralja – Zólyombúcs    | 17,200 km | 198?               | 198?              |
| Zólyombúcs – Kovácsfalva     | 2,855 km  | 2001. július 1.    | 2004. november 5. |
| Kovácsfalva – Besztercebánya | 18,200 km | 197?               | 198?              |
| Besztercebánya, elkerülőút   | 5,672 km  | 2009. április      | 2012. július      |
| Besztercebánya – Rózsahegy   | 50,100 km | 2019 (tervezett)   | 2024 (tervezett)  |

## Galéria

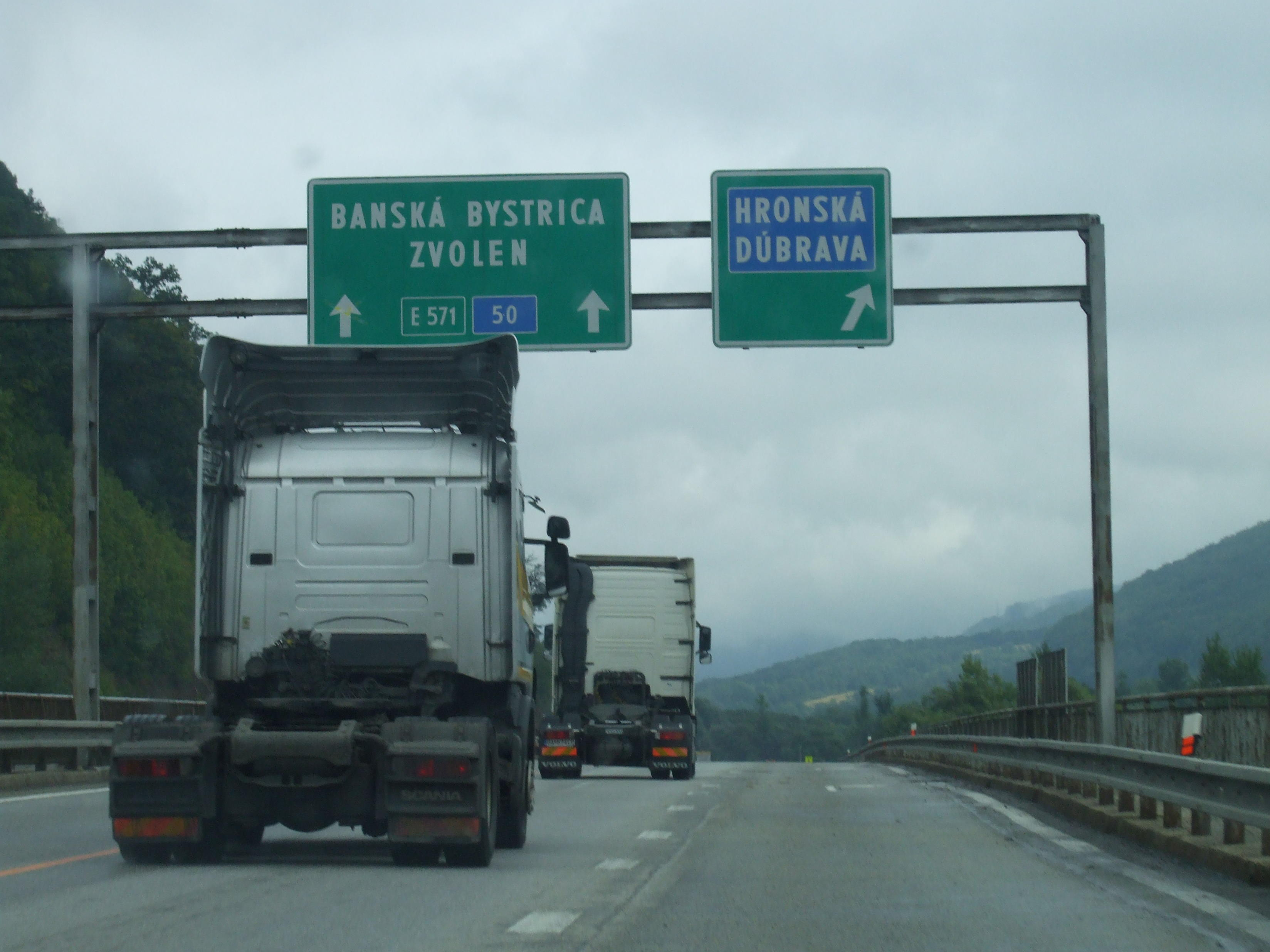
Elágazás az autóúton
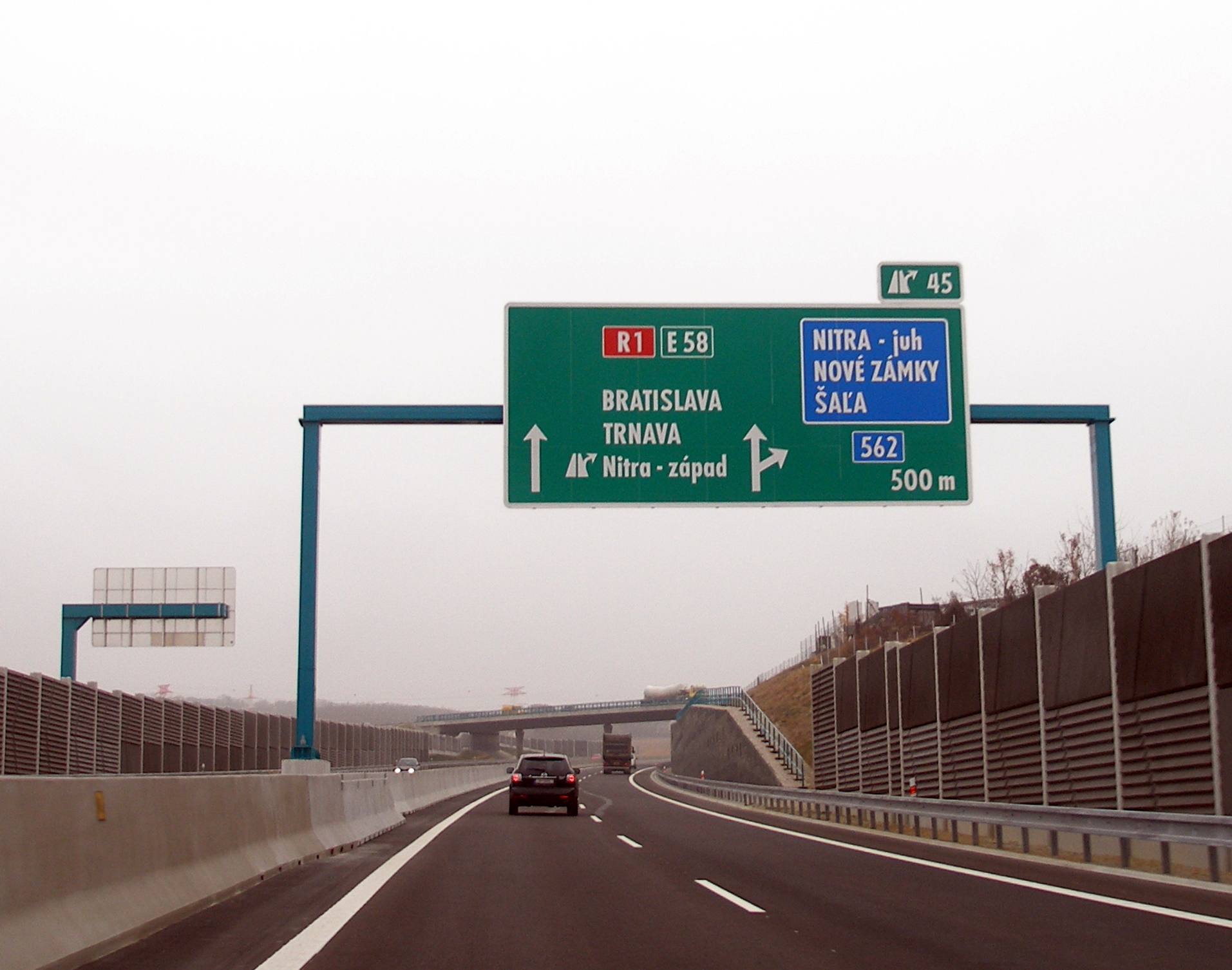
Nyitra közelében
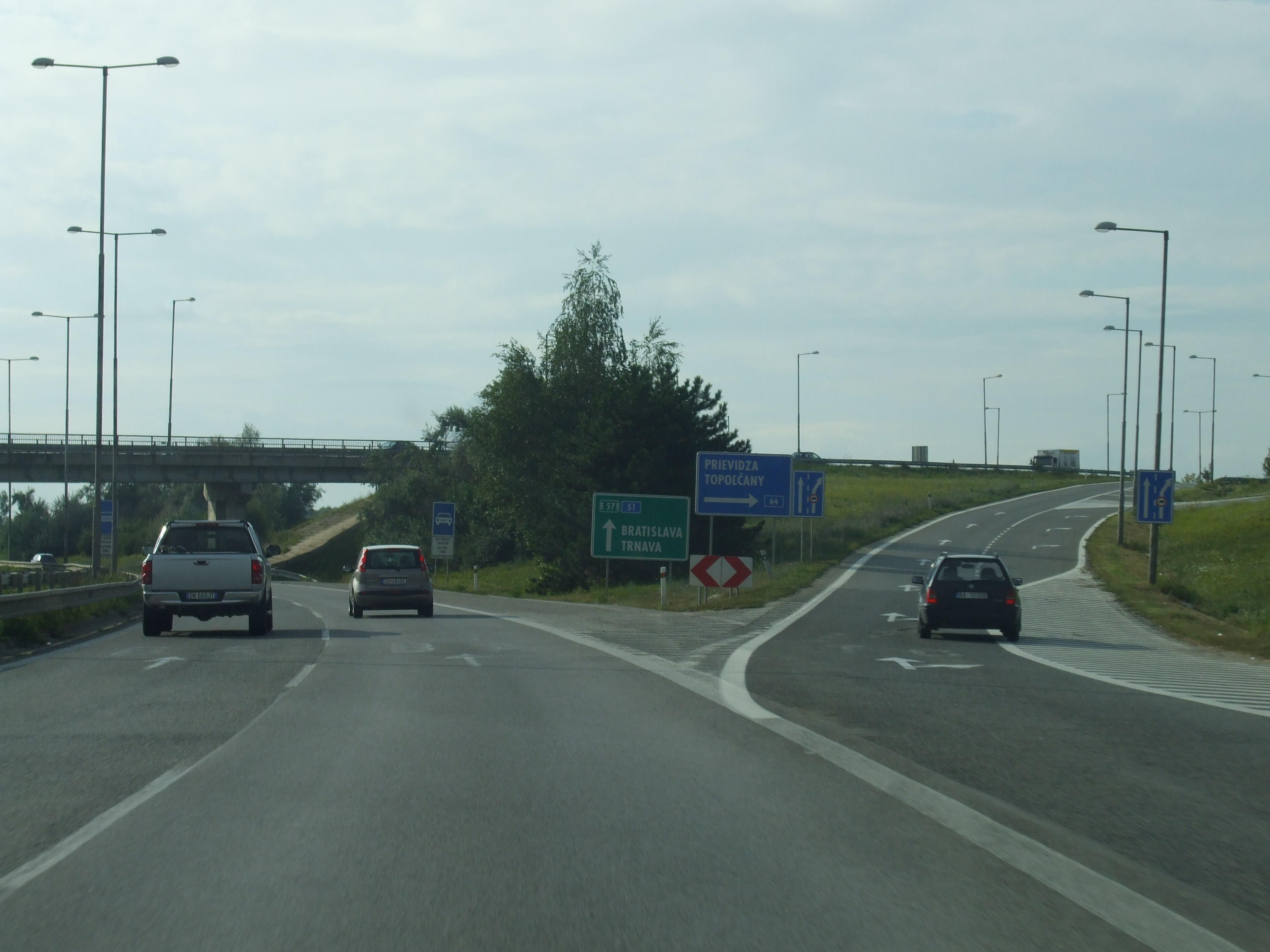
Elágazás Nyitránál
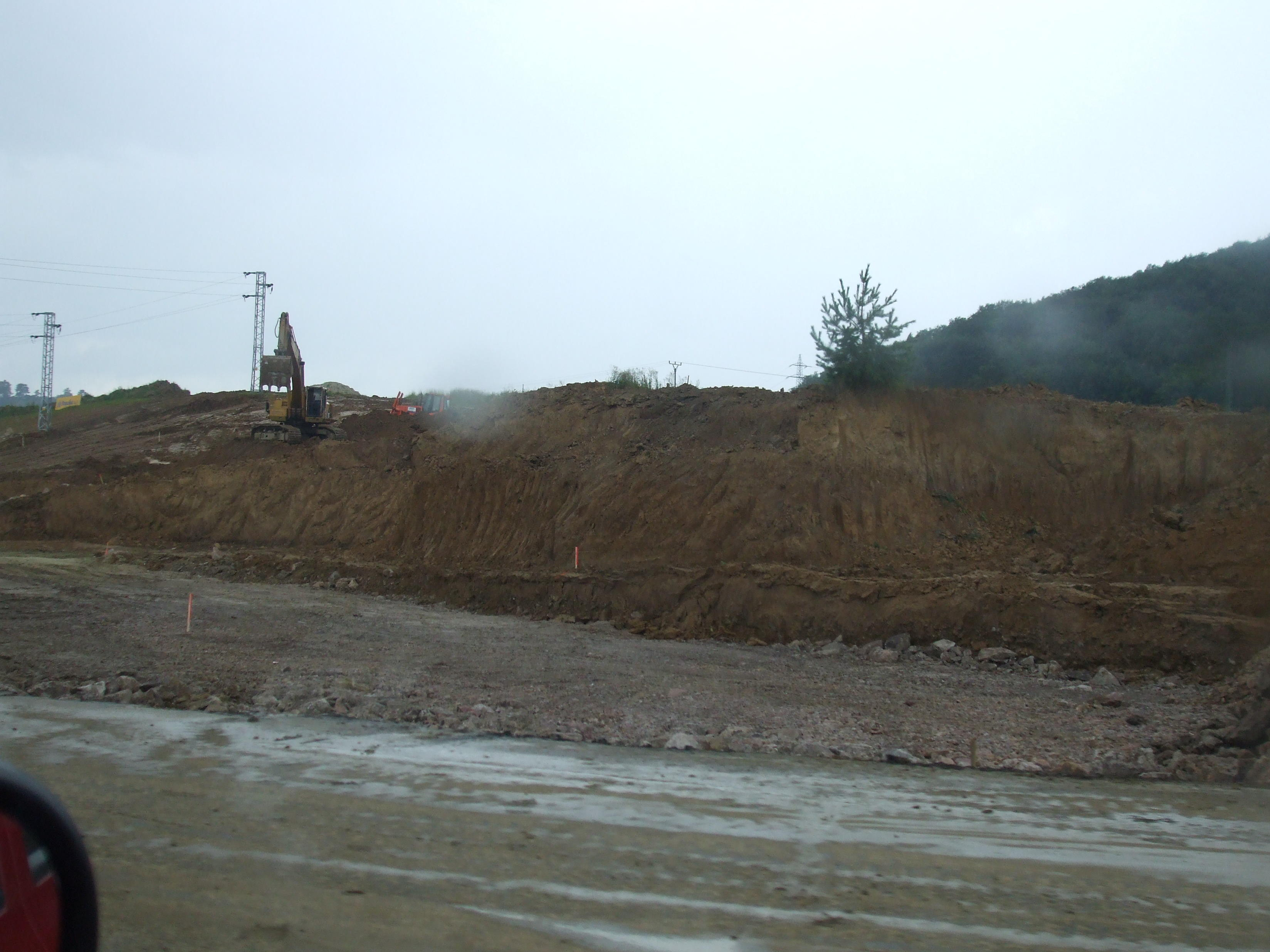
Épülő R3-as autóút elágazás
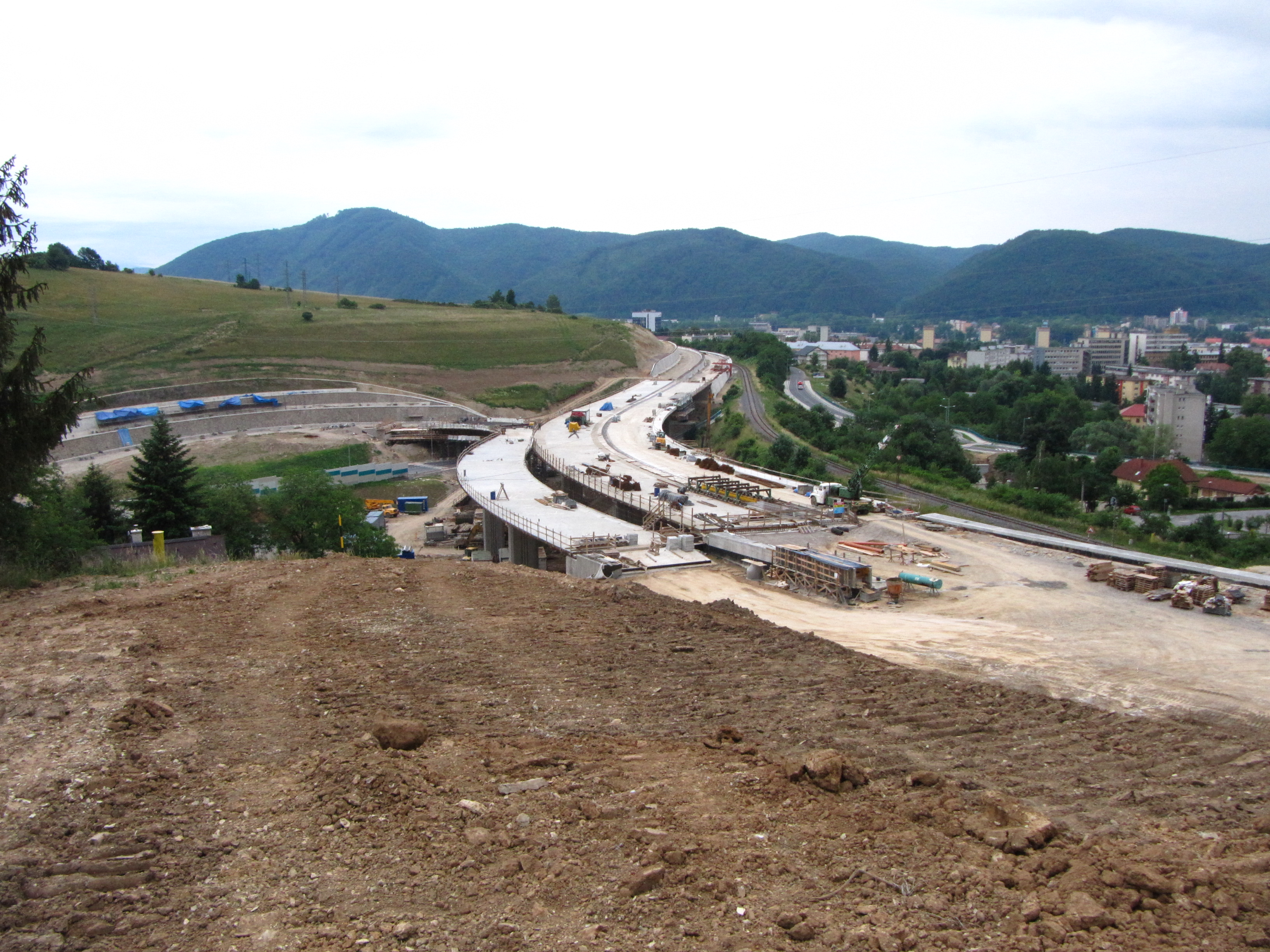
A Besztercebányát elkerülő út építése 2011-ben

## Fordítás
- Ez a szócikk részben vagy egészben  a   Rýchlostná cesta R1 (Slovensko) című szlovák Wikipédia-szócikk fordításán alapul.  Az eredeti cikk szerkesztőit annak laptörténete sorolja fel. Ez a jelzés csupán a megfogalmazás eredetét és a szerzői jogokat jelzi, nem szolgál a cikkben szereplő információk forrásmegjelöléseként.